# رئاسة توماس جفرسون
شغل توماس جفرسون (بالإنجليزية: Thomas Jefferson) منصب رئيس الولايات المتحدة من 4 مارس عام 1801 وحتى 4 مارس عام 1809. تولى جفرسون المنصب بعد هزيمة الرئيس جون أدامز في الانتخابات الرئاسية لعام 1800. كانت الانتخابات بمثابة إعادة تنظيم سياسي إذ اكتسح الحزب الديمقراطي الجمهوري الحزب الاتحادي من السلطة وبشّر بجيل من الهيمنة الديمقراطية الجمهورية في السياسة الأمريكية. بعد خدمته لفترتين، خلف جفرسون وزير الخارجية جيمس ماديسون، وهو أيضًا من الحزب الديمقراطي الجمهوري.
تولى جفرسون السلطة مصممًا على إعادة البرنامج الاتحادي لعام 1790. خفّضت إدارته الضرائب والإنفاق الحكومي والديون الوطنية وألغت قوانين الغرباء والفتنة. في الشؤون الخارجية، تمثلت التطورات الرئيسية بالحصول على صفقة لويزيانا الضخمة من فرنسا في عام 1803 وحظر التجارة مع كل من بريطانيا العظمى وفرنسا وتفاقم العلاقات مع بريطانيا مع محاولة الولايات المتحدة البقاء على الحياد في خضم الحروب النابليونية التي اجتاحت أوروبا. أسس جفرسون أكاديمية عسكرية واستخدم البحرية لحماية السفن التجارية من الجهاديين البحريين في شمال أفريقيا ووضع خطة لحماية الموانئ الأمريكية من الغزو الأجنبي باستخدام الزوارق الحربية الصغيرة (وهي الخطة التي أثبتت عدم جدواها عندما جاءت الحرب في عام 1812). أذن جفرسون أيضًا بحملة لويس وكلارك لاستكشاف إقليم لويزيانا وشمال غرب المحيط الهادئ.
خلال فترة ولايته الثانية، تركز اهتمام جفرسون على محاكمة نائب الرئيس السابق آنذاك آرون بور بتهمة الخيانة، والتي تبرّأ منها، إلى جانب مسألة الرقيق وعلى وجه التحديد استيراد العبيد من الخارج. في عام 1806، ندّد جفرسون بتجارة الرقيق الدولية باعتبارها «انتهاكًا لحقوق الإنسان» ودعا الكونغرس إلى تجريمها. ردّ الكونغرس بالموافقة على قانون حظر استيراد العبيد في العام التالي. هيمنت التوترات المتصاعدة بين الولايات المتحدة وبريطانيا على السنوات الأخيرة من ولاية جفرسون الثانية إذ بدأت البحرية الملكية بإثارة حفيظة البحارة من السفن الأمريكية ومهاجمتهم. رفض جفرسون الحرب واستخدم بدلًا من ذلك التهديدات الاقتصادية والحظر التي في نهاية المطاف أضرت الولايات المتحدة أكثر من بريطانيا. استمرت النزاعات مع بريطانيا بعد أن ترك جفرسون منصبه، ما أدى في نهاية المطاف إلى نشوب حرب عام 1812.
على الرغم من المشاكل الاقتصادية والسياسية الناجمة عن التوترات البحرية مع بريطانيا، خلف جفرسون خليفته المفضل، جيمس ماديسون. ظل إرثه مؤثرًا للغاية حتى الحرب الأهلية الأمريكية، لكن سمعته تضاءلت ومُسحت منذ ذلك الحين. ومع ذلك، في الدراسات الاستقصائية للمؤرخين الأكاديميين وعلماء السياسة، يُصنف جفرسون باستمرار كواحد من أكثر رؤساء الأمة احترامًا.

## انتخابات عام 1800
ترشح جفرسون للرئاسة في انتخابات عام 1796 كجمهوري ديمقراطي، لكنه أنهى المرحلة الثانية في التصويت الانتخابي لصالح الاتحادي جون آدمز؛ وبموجب القوانين السارية آنذاك، حصل جفرسون في المركز الثاني على منصب نائب رئيس الولايات المتحدة. عارض جفرسون بشدة البرنامج الاتحادي، بما في ذلك قانون الغرباء والفتنة وأصبحت الأمة أكثر استقطابًا للأجانب والغرباء. كان جفرسون وآدامز مرة أخرى المرشحين الرئيسيين للرئاسة من حزبيهما في الانتخابات الرئاسية لعام 1800، وكان آرون بور نائب المرشحين للرئاسة الحزب الديمقراطي الجمهوري. ضعفت حملة آدامز بسبب الضرائب التي لا تحظى بشعبية والقتال الوحدوي الشرس على تصرفاته المؤيدة للحرب. اتهم الجمهوريون الديمقراطيون الاتحاديين بأنهم ملكيين سريين في حين اتهم الاتحاديون أن جفرسون كان ليبراليًا بلا هيبة في تحريض الفرنسيين.
بموجب النظام الانتخابي المعمول به آنذاك، كان مسموحًا لأعضاء الهيئة الانتخابية بالتصويت لاسمين للرئيس؛ وسيتم تحديد أي تعادل في انتخابات طارئة في مجلس النواب الأمريكي. حصل كل من جفرسون وبور على 73 صوتًا انتخابيًا، في حين انتهى آدامز في المركز الثالث مع 65 صوتًا فقط. عقد مجلس النواب، الذي ما يزال تحت سيطرة الاتحاديين، انتخابات طارئة في فبراير عام 1801 لتقرير ما إذا كان جفرسون أو بور سينضمان إلى الرئاسة. على الرغم من أن بعض الاتحاديين فضلوا بور، إلا أن الزعيم الاتحادي ألكسندر هاملتون قد فضّل جفرسون بقوة. في الاقتراع السادس والثلاثين للانتخابات الطارئة، امتنع عدد كاف من أعضاء الكونغرس الاتحاديين عن التصويت للسماح لجفرسون بالفوز بالرئاسة. اعتبر جفرسون انتصاره «ثورة أمريكا الثانية» ، وكان يأمل في تحويل البلاد من خلال الحدّ من الحكومة وإضعاف قوة النخب.

## فترة الانتقال
قبل أن يتمكن جفرسون من تولي منصبه، كانت هناك فترة انتقالية للرئيس المنتخب في أعقاب فوزه في الانتخابات الطارئة. يمثل الانتقال بين آدمز وجفرسون أول انتقال للرئاسة بين حزبين سياسيين مختلفين في تاريخ الولايات المتحدة وهو ما يشكل سابقة لجميع التحولات اللاحقة بين الأحزاب. كانت هذه هي المرة الأولى في تاريخ الولايات المتحدة أن يقوم الرئيس بتسليم الرئاسة إلى خصم سياسي.
خلافًا للتحولات الرئاسية في الوقت الحاضر، كانت التحولات في ذلك الوقت شؤون غير رسمية مع الحد الأدنى نسبيًا من النشاط المطلوب من الرئيس المنتخب.
خلال المرحلة الانتقالية، اختار جفرسون أعضاء وزارته. اختار أيضًا أفرادًا أقل أهمية من المناصب الرئيسية في إدارته، مثل ميريويثر لويس، ليعمل مستشاره الشخصي.
قبل أن يترك آدمز منصبه، سنة البطة العرجاء، إلى غضب الجمهوريين الديمقراطيين، عيّن في اللحظة الأخيرة العديد من القضاة الاتحاديين (معظمهم ينتمون إلى الحزب الاتحادي) لشغل المناصب التي أنشأها قانون السلطة القضائية لعام 1801. وهذا ما سًمي لاحقًا باسم «قضاة منتصف الليل». لكن جفرسون أدان هذا الإجراء.